# Đông Phương Hồng I
Đông Phương Hồng I hay Đông Phương Hồng nhất hiệu (giản thể: 东方红一号; phồn thể: 東方紅一號; bính âm: Dongfanghong Yihao) là vệ tinh không gian đầu tiên của Trung Quốc, được phóng thành công vào ngày 24 Tháng 4 năm 1970 (sau một lần phóng thất bại vào ngày 16 tháng 11 năm 1969 ) là một phần của chương trình truyền hình vệ tinh không gian Đông Phương Hồng của Trung Quốc. Với trọng lượng 173 kg (381 lb), nó nặng hơn so với các vệ tinh đầu tiên của các nước khác. Vệ tinh mang theo một máy phát radio phát sóng các bài hát cùng tên, Đông Phương Hồng; phát sóng kéo dài trong 20 ngày, trong khi ở trên quỹ đạo.
Nó được phát triển dưới sự chỉ đạo của Tiền Học Sâm, hiệu trưởng của Viện Công nghệ Vũ trụ Trung Quốc. Vào thời điểm đó, tổng cộng năm vệ tinh giống hệt nhau được tạo ra. Vệ tinh đầu tiên được phóng thành công. Học viện này đã chế tạo theo "Kế hoạch ba vệ tinh" gồm Đông Phương Hồng I, vệ tinh tái nhập, và các vệ tinh thông tin liên lạc quỹ đạo địa tĩnh. Sơn Gia Động (孙家栋 - Sun Jia-Dong) chịu trách nhiệm về các công nghệ Đông Phương Hồng I. Năm 1967, Đặng Hồng Hưng (等红杏 -  Deng Hongxin) chọn một màng ăng ten đồng mà giải quyết những khó khăn phát sóng trên một ăng-ten sóng cực ngắn từ 100 °C và -100 °C. Các kỹ sư lắp đặt một máy nghe nhạc phát bài Đông Phương Hồng trên vệ tinh.

## Thiết kế vệ tinh
Vệ tinh này cũng tương tự như trong hình dạng một đối xứng đa diện 72 mặt, đã có một khối lượng 173 kg (381 lb), và có đường kính khoảng một mét (39). Nó xoay 120 lần mỗi phút để ổn định. Bề mặt bên ngoài được phủ một lớp hợp kim nhôm xử lý để kiểm soát nhiệt độ. Phần thân chính của hình cầu có bốn anten roi sóng cực ngắn dài ít nhất là hai mét (6½ ft). Phần dưới được nối vào một giai đoạn có chứa một động cơ tên lửa. Nó có một vòng kim loại sáng bóng thêm vào phía dưới, với cường độ sáng 5-8.
Vệ tinh vẫn còn trong quỹ đạo; thời điểm ngày 24 tháng 1 năm 2015 nó được trong một quỹ đạo với một cận điểm 442 km (275 dặm), một đỉnh cao của 2.046 km (1.271 dặm) và độ nghiêng của 68,42 độ. Vệ tinh quỹ đạo elip gần Trái Đất này có chu kỳ 114,09 phút mỗi quỹ đạo. Nó có Số Catalog vệ tinh 4392 và Định danh quốc tế 1970-034A.
Với sự ra mắt thành công của Đông Phương Hồng I, Trung Quốc trở thành nước thứ năm sau Liên Xô, Hoa Kỳ, Pháp, và Nhật Bản để khởi động một cách độc lập một vệ tinh. Mặc dù Đông Phương Hồng I đã được phóng 13 năm sau Sputnik I, khối lượng của nó vượt quá khối lượng kết hợp của các vệ tinh đầu tiên của bốn quốc gia khác. Sau khi ra mắt này, Tiền Học Sâm đề nghị chính phủ Trung Quốc rằng Trung Quốc nên phát triển một chương trình không gian có người lái và đệ trình một báo cáo gian cam kết có người lái. Mao Trạch Đông bút phê "phê chuẩn" vào báo cáo.
Vào ngày 21 tháng 4 năm 2005, Học viện Trung Quốc Công nghệ Vũ trụ tập hợp các cán bộ khoa học và công nghệ đã tham gia vào việc thiết kế, chế tạo, sản xuất, và giám sát của Đông Phương Hồng I. Nơi chế tạo Đông Phương Hồng I, Nhà máy sản xuất vệ tinh Bắc Kinh, được sử dụng như một tượng đài. Các nhà máy sản xuất, phối hợp với Thần Châu 5 kỷ niệm tàu vũ trụ có người lái, tạo ra 1: một bản sao quy mô của các vệ tinh Đông Phương Hồng I. Nó được trưng bày trong thiên văn Bắc Kinh.